# Lång ränta
Lång ränta är den marknadsränta som avser lån längre än ett år. Motsatsen är kort ränta som i praktiken bestäms av ett lands centralbank, dvs i Sverige Riksbanken.
Det som påverkar den långa räntan är korta räntan plus marknadens förväntningar på landets inflation. Om inflationen förefaller öka i framtiden stiger den långa räntan och tvärtom.